# 舍芬格伦德
舍芬格伦德是德国黑森州的一个市镇。总面积34.11平方公里，总人口6236人，其中男性3105人，女性3131人（2011年12月31日），人口密度183人/平方公里。